# Майдан (Тывровский район)
Майдан (укр. Майдан) — село на Украине, находится в Тывровском районе Винницкой области.
Код КОАТУУ — 0524580809. Население по переписи 2001 года составляет 58 человек. Почтовый индекс — 23303. Телефонный код — 4355.
Занимает площадь 0,2 км².

## Адрес местного совета
23303, Винницкая область, Тывровский р-н, с. Васильевка, Школьная, 25